# Landry Shamet
Landry Michael Shamet (nascido em 13 de março de 1997) é um americano jogador de basquete profissional do New York Knicks da National Basketball Association (NBA).
Ele jogou basquete universitário na Universidade Estadual de Wichita e foi selecionado pelo Philadelphia 76ers como a 26ª escolha geral no draft da NBA de 2018. Além dos 76ers, ele também jogou pelo Los Angeles Clippers, Brooklyn Nets, Phoenix Suns e Washington Wizards.

## Primeiros anos
Shamet nasceu em 13 de março de 1997 em Kansas City, Missouri, filho de Melanie Shamet. Sua mãe foi para a Universidade Estadual de Boise com uma bolsa de estudo para jogar vôlei. Seu tio Tyler foi uma influência positiva em sua vida enquanto crescia e sua família também deu apoio em seu desenvolvimento. Shamet começou a jogar basquete aos dois anos. Quando ele estava no ensino médio, sua família faliu depois que a hipoteca aumentou e perdeu o apartamento.
Shamet frequentou a Park Hill High School em Kansas City, onde foi treinado por David Garrison. Ele era um estudante do programa preparatório para a faculdade Advancement via Individual Determination (AVID).

## Carreira universitária
Shamet jogou três jogos em sua temporada de calouro antes de ter uma lesão no pé.
Em janeiro de 2017, ele se tornou o armador titular dos Shockers. Em sua segunda temporada, Shamet teve médias de 11,4 pontos e 3,3 assistências. Ele foi nomeado para a Primeira-Equipe da MVC Conference e foi nomeado o Novato do Ano da MVC. Após a temporada, Shamet fez uma cirurgia para reparar uma fratura por estresse no pé.
Em sua terceira temporada, Shamet marcou 30 pontos, o recorde de sua carreira, para ajudar Wichita a vencer Oklahoma State por 78-66 em 9 de dezembro de 2017. Shamet liderou a AAC em várias categorias, incluindo assistências e porcentagem de arremessos. Ele também ajudou a levar os Shockers ao Torneio da NCAA nas duas temporadas que disputou. Ele teve médias de 14,9 pontos e 5,2 assistências em seu segundo ano. Após a temporada, ele se declarou para o Draft da NBA de 2018.

## Carreira profissional

### Philadelphia 76ers (2018–2019)
Shamet foi selecionado pelo Philadelphia 76ers como a 26ª escolha geral no Draft da NBA de 2018. Na pré-temporada de 2018, Shamet teve médias de 8,8 pontos, incluindo um desempenho de 18 pontos na vitória de 120–114 sobre o Dallas Mavericks na China.
Shamet marcou 29 pontos, maior marca de sua carreira, em 8 de janeiro de 2019, em uma vitória em casa sobre o Washington Wizards.

### Los Angeles Clippers (2019–2020)
Em 6 de fevereiro de 2019, Shamet foi negociado com o Los Angeles Clippers. Em seu primeiro jogo pelos Clippers, ele marcou 17 pontos, dos quais 13 foram no 4º período, em uma vitória contra o Boston Celtics. Em 15 de abril, no Jogo 2 da primeira rodada dos playoffs contra o Golden State Warriors, ele marcou 12 pontos e fez a cesta da vitória.
No Jogo 7 dos playoffs da NBA, ele torceu o tornozelo no primeiro quarto e teve que deixar o jogo, jogando apenas seis minutos. Os Clippers perdeu por 104-89 para o Denver Nuggets e foi eliminado. Na série, Shamet teve médias de 2,9 pontos.

### Brooklyn Nets (2020-2021)
Em 19 de novembro de 2020, Shamet foi negociado com o Brooklyn Nets em uma troca de três equipes. Em 14 de janeiro de 2021, Shamet mudou seu número de 13 para 20, uma vez que James Harden foi trocado para os Nets e queria usar o número 13.

### Phoenix Suns (2021–2023)
Em 6 de agosto de 2021, Shamet foi trocado para o Phoenix Suns em troca de Jevon Carter e os direitos de draft de Day'Ron Sharpe. Em 18 de outubro, ele assinou uma extensão de contrato de quatro anos e US$43 milhões com os Suns.
Em 20 de dezembro de 2022, Shamet marcou o recorde de sua carreira com 31 pontos, incluindo 9 cestas de três pontos, igualando o recorde da franquia em uma única partida ao lado de seu companheiro de equipe Cameron Johnson, Aron Baynes, Channing Frye e Quentin Richardson, em uma derrota por 113-110 para o Washington Wizards. No Natal, ele igualou seu recorde de pontos marcados em uma derrota na prorrogação para o Denver Nuggets. Em 7 de maio de 2023, Shamet marcou 19 pontos em uma vitória por 129-124 sobre os Nuggets durante as semifinais da Conferência Oeste.

### Washington Wizards (2023–2024)
Em 24 de junho de 2023, os Suns trocaram Shamet, junto com Chris Paul, quatro trocas de escolhas de primeira rodada e seis escolhas de segunda rodada, para o Washington Wizards em troca de Bradley Beal, Jordan Goodwin e Isaiah Todd.
Em 6 de julho de 2024, Shamet foi dispensado pelos Wizards.

### Westchester / New York Knicks (2024–Presente)
Em 14 de setembro de 2024, Shamet assinou um contrato com o New York Knicks. No entanto, ele foi dispensado em 19 de outubro após sofrer uma luxação no ombro em um jogo de pré-temporada contra o Charlotte Hornets em 15 de outubro.
Em 26 de outubro de 2024, Shamet se juntou ao Westchester Knicks após ser selecionado no draft de 2024 da G -League e em 23 de dezembro, ele reassinou com o New York Knicks.

## Estatísticas da carreira

### NBA

#### Temporada regular
| Ano      | Equipe        | PJ  | PT | MPJ  | AP   | 3P   | LL   | RT  | AS  | BR | TO | PPJ  |
| -------- | ------------- | --- | -- | ---- | ---- | ---- | ---- | --- | --- | -- | -- | ---- |
| 2018–19  | Philadelphia  | 54  | 4  | 20.5 | .441 | .404 | .815 | 1.4 | 1.1 | .4 | .1 | 8.3  |
| 2018–19  | L.A. Clippers | 25  | 23 | 27.8 | .414 | .450 | .795 | 2.2 | 2.3 | .5 | .1 | 10.9 |
| 2019–20  | L.A. Clippers | 53  | 30 | 27.4 | .404 | .375 | .855 | 1.9 | 1.9 | .4 | .2 | 9.3  |
| 2020–21  | Brooklyn      | 61  | 12 | 23.0 | .408 | .387 | .846 | 1.8 | 1.6 | .5 | .2 | 9.3  |
| 2021–22  | Phoenix       | 69  | 14 | 20.8 | .394 | .368 | .840 | 1.8 | 1.6 | .4 | .1 | 8.3  |
| 2022–23  | Phoenix       | 40  | 9  | 20.2 | .377 | .377 | .882 | 1.7 | 2.3 | .7 | .1 | 8.7  |
| 2023–24  | Washington    | 46  | 5  | 15.8 | .431 | .338 | .826 | 1.3 | 1.2 | .5 | .2 | 7.1  |
| Carreira | Carreira      | 348 | 97 | 22.2 | .409 | .385 | .836 | 1.7 | 1.7 | .4 | .1 | 8.8  |

#### Playoffs
| Ano      | Equipe        | PJ | PT | MPJ  | AP   | 3P   | LL    | RT  | AS  | BR  | TO | PPJ |
| -------- | ------------- | -- | -- | ---- | ---- | ---- | ----- | --- | --- | --- | -- | --- |
| 2019     | L.A. Clippers | 6  | 6  | 29.0 | .342 | .323 | 1.000 | 2.0 | 1.7 | 1.0 | .0 | 7.7 |
| 2020     | L.A. Clippers | 13 | 0  | 18.7 | .407 | .357 | .714  | 1.7 | 1.3 | .5  | .2 | 5.2 |
| 2021     | Brooklyn      | 12 | 0  | 17.2 | .439 | .385 | .800  | 1.8 | .6  | .4  | .1 | 4.2 |
| 2022     | Phoenix       | 12 | 0  | 16.0 | .396 | .346 | .714  | 1.7 | 1.3 | .5  | .0 | 4.3 |
| 2023     | Phoenix       | 10 | 1  | 18.4 | .378 | .379 | .750  | 1.7 | 1.1 | .2  | .1 | 4.8 |
| Carreira | Carreira      | 53 | 7  | 19.8 | .392 | .358 | .795  | 1.7 | 1.2 | .5  | .0 | 5.2 |

### Universitário
| Ano      | Equipe        | PJ | PT | MPJ  | AP   | 3P   | LL   | RT  | AS  | BR  | TO | PPJ  |
| -------- | ------------- | -- | -- | ---- | ---- | ---- | ---- | --- | --- | --- | -- | ---- |
| 2015–16  | Wichita State | 3  | 1  | 17.7 | .438 | .300 | .750 | 2.7 | 1.7 | 1.7 | .3 | 8.7  |
| 2016–17  | Wichita State | 36 | 35 | 26.7 | .472 | .439 | .802 | 2.8 | 3.3 | .7  | .2 | 11.4 |
| 2017–18  | Wichita State | 32 | 32 | 31.7 | .489 | .442 | .825 | 3.2 | 5.2 | .7  | .2 | 14.9 |
| Carreira | Carreira      | 71 | 68 | 25.3 | .466 | .393 | .792 | 2.9 | 3.4 | 1.0 | .2 | 11.6 |

Fonte: